# Leader del Partito per gli Animali
Il leader del Partito per gli Animali è colui che funge da capolista per il Partito per gli Animali alle elezioni della Tweede Kamer. Di solito il leader del partito ricopre la carica di capogruppo nella Tweede Kamer. Il primo leader e lijsttrekker fu Marianne Thieme.

## Elenco
| Leader | Leader                 | Mandato                          | Funzione(i) di leader / Altra(e) funzione(i)                                               | Lijsttrekker             |
| ------ | ---------------------- | -------------------------------- | ------------------------------------------------------------------------------------------ | ------------------------ |
|        | Marianne Thieme (1972) | 28 ottobre 2002 – 8 ottobre 2019 | Membro della Tweede Kamer (2006–2019) Presidente del gruppo nella Tweede Kamer (2006–2019) | 2003 2006 2010 2012 2017 |
|        | Esther Ouwehand (1976) | 8 ottobre 2019 – in carica       | Membro della Tweede Kamer (dal 2006) Presidente del gruppo nella Tweede Kamer (dal 2019)   | 2021 2023                |